# Magyarországi Doce Pares Eskrima Szervezet
A Magyarországi Doce Pares Eskrima Szervezet (angolul Hungarian Doce Pares Eskrima Organisation, röviden Eskrima Hungary) egy debreceni sportszervezet, mely eskrimaedzések, továbbképzések, hazai és nemzetközi versenyek szervezésével foglalkozik.

## Története
A Magyarországi Doce Pares Eskrima Szervezet 2005-ben alakult. Megalapítója és vezetője Dankó Ferenc eskrimamester. A megalapítást követően ahogy egyre nőtt a tanítványok száma, úgy merült fel az igény arra, hogy eredeti filippin mestereknél képezzék tovább magukat. Ezért 2006 májusában az egyesület meghívására hazánkba látogatott Danilo Huertas mester, aki az első Fülöp-szigeteki eskrimamester volt, aki Magyarországra látogatott. Az Eskrima Hungary 2006-ban csatlakozott Dionisio Canete nagymester által vezetett Fülöp-szigeteki Doce Pares International szervezetbe. 2010-ben csatlakozott még a WEKAF-hoz is (World Eskrima Kali Arnis Organisation).

## Működése és céljai
A Magyarországi Doce Pares Eskrima Szervezet elsődleges célja az eskrima mint Fülöp-szigeteki harcművészet, önvédelmi sport, és versenysport minél szélesebb körű megismertetése, népszerűsítése és elterjesztése Magyarországon és külföldön minden korosztály számára. Mindezen túl még szintén célja a Magyar-Filippin barátság elmélyítése, eskrimaoktatók képzése és folyamatos továbbképzése, Fülöp-szigeteki eskrimamesterek Magyarországra invitálása, hazai és nemzetközi eskrima, Kali, illetve arnis sportversenyek szervezése és lebonyolítása, továbbá a létrehozott Magyar Eskrima Válogatott folyamatos fejlesztése.

## Eredményei
Az Eskrima Hungary volt az első hazai eskrimaszervezet, amely Fülöp-szigeteki eskrimamestert és nagymestert hívott meg Magyarországra, továbbá amely eskrimabajnokságot szervezett. Elsőként és egyedülállóként a Magyarországi Doce Pares Eskrima Szervezet mesterei szereztek a Fülöp-szigeteken mester-diplomát, továbbá eskrimaiskoláiban az eredeti Fülöp-szigeteki eskrimatanmenet és fokozatrendszer szerint oktatnak. A Magyarországi Doce Pares Eskrima Szervezet rendezte meg a XIII. WEKAF (Eskrima) Világbajnokságot, és a tagok között számos magyar bajnok, Európa-bajnok és világbajnok található.